# Ingenieurbüro
Ein Ingenieurbüro oder Technisches Büro ist ein Dienstleistungsunternehmen im technischen/ingenieurwissenschaftlichen Bereich, das auf Planung, Consulting, Projektmanagement und Projektrealisierung spezialisiert ist.

## Klassische Ingenieurbüros
Klassische Ingenieurbüros findet man vorrangig im Bereich des Bauingenieurwesens. In diesem Bereich beschäftigen sich zahlreiche Büros mit den unterschiedlichen Disziplinen des Bauens. Hierzu zählt unter anderem die Tragwerksplanung und Baustatik. Daneben spezialisieren sich Firmen auf Sondergebiete wie Geotechnik und Spezialtiefbau, technische Gebäudeausrüstung oder Brandschutzplanung. Hauptmerkmal eines Ingenieurbüros ist es, dass es sich in der Regel nur mit der Planung, also theoretischen Umsetzung, der Bauleistung befasst. Hierzu zählt das Erstellen von statischen Berechnungen und Konstruktionsplänen. Das Ausführen der Bauleistungen fällt in den Bereich der Bauindustrie beziehungsweise des Baugewerbes. Aufgrund der engen Zusammenarbeit zwischen Bauingenieur und Architekten existieren zahlreiche Hybridbüros, welche eine Schnittmenge aus Architekturbüro und Ingenieurbüro bilden.

## Andere Formen des Ingenieurbüros
Eine speziellere Form des Ingenieurbüros ist das Software-Ingenieurbüro. Dieses ist auf den technischen Bereich "Software" (Spezialgebiet der Informatik) fokussiert.

## Arbeitnehmerüberlassung, Zeitarbeit, Leiharbeit, Mitarbeiterüberlassung oder Personalleasing
In Deutschland sind einige Ingenieurbüros berechtigt, ihre Mitarbeiter, in der Regel technische Zeichner, Techniker und Ingenieure im Rahmen der Arbeitnehmerüberlassung bei wechselnden Kunden zu verleihen. Alternativ werden auch Projekte in der Form eines Werkvertrags bearbeitet.

## Deutsche Ingenieurbüros
Der Begriff Ingenieur ist in Deutschland mit seinen Varianten, insbesondere einschließlich Engineer, durch Ländergesetze geschützt (siehe hierzu Ingenieur: Berufsbezeichnung), weshalb einem dahingehend benannten Büro ein Ingenieur geschäftsführend vorstehen muss. Zuständig sind die Ingenieurkammern der Länder.

## Österreichische Ingenieurbüros
In Österreich handelt es sich um ein reglementiertes Gewerbe mit der genauen Bezeichnung Ingenieurbüros (Beratende Ingenieure).
Voraussetzungen für die Gewerbeanmeldung sind:
Erfolgreicher Hochschulabschluss einer entsprechenden Studienrichtung und eine mindestens dreijährige fachliche Tätigkeit im betreffenden Fachgebiet oder einen erfolgreichen Abschluss einer entsprechenden berufsbildenden höheren technischen (HTL) oder höheren forstwirtschaftlichen Lehranstalt (HFL) und eine sechsjährige fachliche Tätigkeit, sowie Ingenieurdiplom oder Ingenieurtitel in allen Fällen. Zusätzlich muss eine spezielle und umfangreiche schriftliche und mündliche Befähigungsprüfung abgelegt werden.
Der Gewerbeumfang Ingenieurbüros umfasst die Beratung, die Verfassung von Plänen, Berechnungen und Studien, die Durchführung von Untersuchungen, Überprüfungen und Messungen, die Ausarbeitung von Projekten, die Überwachung der Ausführung von Projekten, die Abnahme von Projekten und die Prüfung der projektgemäßen Ausführung einschließlich der Prüfung der projektbezogenen Rechnungen sowie die Erstellung von Gutachten auf einschlägigen Fachgebieten.
Ingenieurbüros sind im Rahmen ihrer Gewerbeberechtigung zur Vertretung des Auftraggebers vor Behörden oder Körperschaften öffentlichen Rechts berechtigt.
Ingenieurbüros finden sie auf allen technischen Tätigkeitsfeldern, die in Österreich theoretisch erlernbar sind:
von der Haustechnik (Elektrotechnik und Installationstechnik) bis zur Kulturtechnik, vom Maschinenbau bis zur Technischen Chemie, von der Innenarchitektur bis zum Berg- und Hüttenwesen.
Ingenieurbüros sind in ihren jeweiligen Tätigkeitsfeldern hochqualifizierte Spezialisten, denn der Befähigungsnachweis, den der Inhaber eines Ingenieurbüros erbringen muss, ist der strengste, den die österreichische Gewerbeordnung kennt.
Ingenieurbüros sind keine Hersteller und nehmen an der Ausführung des Werkes selbst nicht teil. Sie arbeiten daher unabhängig, neutral und vor allem treuhändisch für ihren Auftraggeber, für den sie beraten, planen, berechnen, untersuchen und überwachen.
Der Fachverband der österreichischen Ingenieurbüros umfasst derzeit 12 gewählte Mandatare und wird jeweils auf 5 Jahre bei der Wirtschaftskammerwahl gewählt. Der derzeitige Fachverbandsobmann ist Rainer G. Gagstädter.